# Patrick Bettoni
Patrick Bettoni (* 29. Dezember 1975 in Winterthur) ist ein ehemaliger Schweizer Fussballtorhüter. Seit 2012 ist er als Torhütertrainer tätig.

## Karriere
Bettoni begann seine Karriere beim FC Winterthur und spielte darauf beim FC Baden. Danach wechselte er nach Italien zu Vicenza Calcio, danach zu Ascoli Calcio und etwas später zu Reggina Calcio. Auf die Saison 2002/03 wurde er zu Neuchâtel Xamax transferiert. Dank guten Leistungen wurde er von den Young Boys Bern für die Saison 2004/05 geholt. Dort wechselte er sich am Anfang immer mit Marco Wölfli ab. Aber Marco Wölfli setzte sich durch. So wurde er auf die Saison 2006/07 als Torhüter beim FC Thun engagiert.
Nachdem er nach der Saison 2008/2009 die Schweiz verlassen hatte, kehrte er auf die Saison 2012/13 als Torhütertrainer zum FC Thun zurück.
Seit Januar 2017 lässt er sich im Bereich Sportmentalcoaching und Persönlichkeitscoaching gezielt ausbilden. So hat er mittlerweile die Ausbildungen zum «Zert. Sportmentalcoach» und zum «Zert. Persönlichkeitscoach» abgeschlossen. Zurzeit befindet er sich in der Weiterbildung zum «Dipl. Persönlichkeitscoach».

## Privates
Bettoni ist verheiratet und hat zwei Töchter.